# Palacio de Merdeka
El Palacio de Merdeka (en indonesio:  Istana Merdeka; literalmente "Palacio de la Independencia") es un palacio en el centro de Yakarta, Indonesia, que se utiliza como residencia oficial del Presidente de la República de Indonesia. El palacio está situado justo en frente de la plaza de Merdeka y el Monumento Nacional. El palacio se desempeñó anteriormente como residencia para el gobernador general de las Indias Orientales Neerlandesas durante la época colonial. En 1949, el palacio pasó a llamarse Palacio Merdeka, ya que "Merdeka" es una palabra indonesia para la "libertad" o "independencia".